# Stephanolepis cirrhifer
Espèce
Stephanolepis cirrhifer est une espèce de poissons de la famille Monacanthidae.